# Сельское поселение Чубовка
Сельское поселение Чубовка — муниципальное образование в составе Кинельского района Самарской области.
Административный центр — село Чубовка.

## Административное деление
В состав сельского поселения входят:
- посёлок Бугры,
- село Сырейка,
- село Чубовка.